# Europa Universalis (jeu de société)
 (mars 2015).
Si vous disposez d'ouvrages ou d'articles de référence ou si vous connaissez des sites web de qualité traitant du thème abordé ici, merci de compléter l'article en donnant les références utiles à sa vérifiabilité et en les liant à la section « Notes et références ».
Pour les articles homonymes, voir Europa.
Europa Universalis est un jeu de société de Philippe Thibaut édité en 1993 par Azur Wish Edition. C'est un jeu de stratégie-gestion où les joueurs doivent gérer des pays européens entre 1492 et 1792. Une extension a été publiée par la suite et intégrée au coffret de jeu. Plusieurs jeux vidéo ont été créés sur la base de ce jeu et publiés également sous le nom d'Europa Universalis.

## Contenu
Europa Universalis comprend 1412 pions, deux cartes, un Grand Scénario de Campagne permettant de jouer l'ensemble de la période 1492-1792, sept mini-campagnes permettant de jouer des périodes de vingt à trente ans, ainsi que vingt scénarios plus courts.

## Grand Scénario de Campagne
Dans le Grand Scénario de Campagne, les joueurs doivent gérer un pays ou un couple de pays pendant la période 1492-1792. Il est possible d'incarner la France, l'Angleterre, l'Empire ottoman, l'Espagne ou les couples Venise/Provinces-Unies et Portugal/Russie. Les joueurs peuvent effectuer des actions commerciales, administratives, militaires et diplomatiques pour atteindre une série d'objectifs. Des événements historiques surviennent à rythme régulier.